# Svobodni Trud
Svobodni Trud (del ruso: Свободный Труд) es un jútor del raión de Shovgenovski en la república de Adiguesia de Rusia. Está situado en la orilla izquierda del río Fars, 6 km al noroeste de Jakurinojabl y 44 km al norte de Maikop, la capital de la república. Tenía 343 habitantes en 2010.
Pertenece al municipio Dzherokáiskoye. 

## Historia
En época soviética era parte de un koljós, cuyo nombre, que significa «trabajo libre», conserva. En español,  es conocida como  Adigueya, Adiguesia o Adiguea.

## Economía
En la localidad existe una granja lechera, una explotación porcina y una brigada tractorista. La antigua fábrica de ladrillos no entra en funcionamiento desde finales de la década de 1980.
En un estudio de 2022, se vio que el salario medio en 2021 y 2020 fue de 279,0 y 289,8 euros, respectivamente, mucho más bajo que en otras zonas de la Federación Rusa.